# Livojoki
Der Livojoki ist ein rechter Nebenfluss des Iijoki in den finnischen Landschaften Lappland und Nordösterbotten.
Der etwa 130 km lange Fluss hat seinen Ursprung im Livojärvi in der Gemeinde Posio in Lappland. Diesen verlässt er an dessen westlichem Ende.
Er fließt überwiegend in südwestlicher Richtung.
Wenige Kilometer westlich vom Verwaltungszentrum der Gemeinde Pudasjärvi mündet er in den Iijoki.
Im Livojoki können Forelle, Europäische Äsche, Hecht und Flussbarsch gefangen werden.